# 侯志堅
侯志堅（1967年11月19日—） ，台灣音樂人，天空之城音樂製作公司音樂總監，以及「紅格子工作室」負責人，專事廣告、電影配樂作曲以及唱片音樂製作。

## 生平
侯志堅四歲起學習古典鋼琴，獲得第二屆YAMAHA全國熱門音樂大賽「最佳鍵盤手」後進入「東方快車合唱團」擔任键盘手，並於1989年發行首張專輯，之後進入唱片幕後工作從事編曲及音樂製作人，1995年起至今以從事廣告及電影配樂為主。
代表性電影配樂作品有《藍色大門》以及賣座電影如《那些年，我們一起追的女孩》、《等一個人咖啡》、《小時代》、《我的少女時代》等，多年來亦為廣告業界主流作曲，數千首作品涵蓋各類產品。
曾獲第二十屆台北電影節最佳配樂獎（電影：《范保德》）、入圍第55屆金馬獎最佳原創電影音樂（電影：《范保德》）、第十二屆台北電影節最佳配樂獎（電影：《第36個故事》）、第二屆金曲獎最佳演唱組合（東方快車合唱團）、第九屆金曲獎最佳演奏專輯入圍（專輯：《敏感》）、第二十二屆演奏類金曲獎最佳作曲人獎（歌曲：《這就是城市》）、第二十二屆演奏類金曲獎最佳專輯製作人獎（專輯：《她的改變》）、第二十四屆金曲獎最佳單曲製作人獎入圍（專輯：辛曉琪《遇見快樂》）、2001 London International Advertising Awards 、 香港2011年度叱吒樂壇流行榜我最喜愛歌曲大獎（編曲：《那些年》），電影 《命帶追逐》 獲42屆希臘鐵薩隆尼齊影展最佳藝術成就獎。
2019年擔任電影《寒單》音樂指導，製作電影主題曲《想都沒想過》，由梁靜茹演唱。同年為電影《一吻定情》配樂，並製作心動版電影主題曲《心跳的證明》，由劉人語演唱。
2019年擔任Netflix華語原創影集《極道千金》音樂總監，創作主題曲《天使愛大象》，由徐佳瑩演唱。
2020年擔任電影《刻在你心底的名字》音樂總監，並入圍第57屆金馬獎最佳原創電影音樂。同年配樂作品《狼殿下》播出，並製作戰愛版宣傳曲《Never》。也擔任電影《如果聲音不記得》音樂總監，製作同名主題曲《如果聲音不記得》，由吳青峰演唱。
2021年為芒果季風劇場－軟科幻網劇《天目危機》製作原創音樂。擔任電影《月老》音樂總監，並入圍第58屆金馬獎最佳原創電影音樂。
2022年以《修行》電影原聲帶獲得第33屆金曲獎演奏類最佳專輯。
2023年以影集《台灣犯罪故事》和《人選之人-造浪者》入圍第58屆金鐘獎戲劇配樂獎，並以前者得獎。同年以電影《老狐狸》獲得第60屆金馬獎最佳原創電影音樂，成為三金藝人。

## 電影配樂
- 2024
  - 還錢  導演：王鼎霖
  - 小子  導演：王毓琦
- 2023
  - 請問，還有哪裡需要加強  導演：九把刀
  - 老狐狸  導演：蕭雅全
  - 一閃一閃亮星星 電影版  導演：陳小明、章攀
- 2022
  - 想見你 導演：黃天仁
  - 你在我心上  導演：林錦和
  - 童話．世界  導演：唐福睿
- 2021
  - 我吃了那男孩一整年的早餐  導演：杜政哲
  - 修行  導演：錢翔
- 2021
  - 月老  導演：九把刀
  - 跟你老婆去旅行  導演：林孝謙
- 2020
  - 如果聲音不記得  導演：落落
  - 刻在你心底的名字  導演：柳廣輝
  - 仕女圖  導演：李遥波
- 2019 
  - 全職高手之巔峰榮耀 導演：史涓生/鄧志巍
  - 我的青春都是你    導演：周彤/代夢穎
  - 一吻定情  導演：陳玉珊
  - 寒單  導演：黃朝亮
- 2018 
  - 花甲大人轉男孩 導演：瞿友寧
  - 范保德  導演：蕭雅全
  - 來自你的瓦倫汀(程序戀人)  導演：連奕琦
- 2017
  - 王力宏火力全開演唱會電影  導演：王力宏
  - 吃吃的愛  導演：蔡康永
  - 報告老師！怪怪怪怪物！   導演：九把刀
  - 青禾男高  導演：蔣卓原
- 2016 
  - 神廚  導演：馮凱
  - 樓下的房客  導演：崔震東
- 2015 
  - 我的少女時代  導演：陳玉珊
- 2014
  - 行動代號：孫中山    導演：易智言
  - 等一個人咖啡  導演：江金霖
- 2013 
  - 變身   導演：張時霖
  - 小時代  導演：郭敬明
  - 小时代：青木时代    導演：郭敬明
- 2012 
  - 熊熊愛上你    導演：鄭芬芬
- 2011 
  - 歸途   導演：錢翔
  - 10+10  導演：蕭雅全
  - 那些年，我們一起追的女孩    導演：九把刀
- 2010 
  - 第36個故事  導演：蕭雅全
  - 茱麗葉   導演：陳玉勳
- 2005 
  - 關於愛   導演：易智言
- 2002 
  - 藍色大門 導演：易智言
- 2001 
  - 命帶追逐 導演：蕭雅全
- 2000 
  - 純屬意外 導演：洪智育
- 1999 
  - 條子阿不拉  導演：李崗

## 戲劇配樂
- 2025
  - 《愛你》（中國大陸）  導演：車亮逸
- 2024
  - 《影后》  導演：嚴藝文
  - 《塑膠花》  導演：鄭雅之
- 2023
  - 《人選之人-造浪者》  導演：林君陽
  - 《台灣犯罪故事》
  - 《外婆的新世界》  導演：姜秀瓊
  - 《夏花》 導演：陳宙飛、趙曉磊
- 2022
  - 《淘金》  導演：蔣卓原
  - 《我家浴缸的二三事》  導演：張熙明
- 2021
  - 《天目危機》  導演：黃精甫
- 2020
  - 《狼殿下》（中國大陸）  總導演：陳玉珊
- 2019
  - 《極道千金》（Netflix華語原創影集）  導演：吳子雲
- 2019
  - 《淑女飄飄拳》（中國大陸）  導演：羅安得
- 2019
  - 《極限17：羽你同行》（中國大陸）    導演：姜秀瓊
- 2018
  - 《流星花園》（中國大陸）    總導演：柴智屏
- 2018
  - 《來到你的世界》（中國大陸）  導演：王奕丁
- 2006
  - 《危險心靈》   導演：易智言
- 2004 
  - 《求婚事務所》  導演：鈕承澤

## 唱片製作人
- 2022 周興哲 《想知道你在想什麼》(電影我吃了那男孩一整年的早餐主題曲 )
- 2021 修行電影原聲帶
- 2021 王晰 《無人島上》
- 2021 王晰 《不能靠近的朋友》
- 2021 傅菁 《她說愛情不會降臨到她身上》
- 2020 吳青峰 《如果聲音不記得》
- 2020 辛曉琪 《遙寄》
- 2020 刻在你心底的名字電影配樂原聲帶
- 2020 南征北戰NZBZ《逆行者的狂歌》(《武庚纪》动画主题曲)
- 2020 仕女圖電影原聲音樂
- 2019 全職高手之巔峰榮耀電影原聲大碟
- 2019 寒單電影原聲音樂
- 2019 一吻定情電影原聲音樂
- 2016 辛曉琪《明白》
- 2012 辛曉琪《遇見快樂》
- 2011 她的改變 （ 第三十六個故事電影原聲帶）
- 2006 危險心靈（電視原聲帶）
- 2006 搖滾東方《2006 紅紅青春》
- 2003 林冠吟《梁祝》
- 2000 歐陽菲菲《菲比尋常情歌14首》
- 1999 陳奕迅《婚禮的祝福》
- 1996 侯志堅 《開始》
- 1995 侯志堅《自由》

## 唱片詞曲創作
- 林采欣《倆人》
- 徐佳瑩《天使愛大象》
- 劉人語《心跳的證明》
- 郭書瑤《Ｉbelong to you》
- 辛曉琪《走過》、《露水》、《呼愁》 、《如親如陌》
- 陳志朋《記住你的香》、《別讓我心碎》
- 梅艷芳《我是多麼值得愛》
- 動力火車《有話直說》
- 陳奕迅《我的開始在這裡》
- 吳宗憲《有夢你會紅》
- 關德輝《追逐》
- 何潤東《夢想的開始》
- 林冠吟《我希望》
- 張惠妹《Touch Your Heart》
- 蔡幸娟《想通》
- 范曉萱《找愛》
- 藍心湄《吻的回憶》
- 任潔玲《帶自己去看海》
- 葉蘊儀《回來看看我》
- 搖滾東方《Set Me Free》
- 東方快車《Fall in love》
- 黎姿《祇想愛多一次》、《別讓溫柔再遲到早退》
- 侯志堅《深情到永遠》
- 侯志堅『自由』專輯全創作
- 侯志堅『開始』專輯全創作

## 唱片編曲
- 胡夏《那些年》
- 辛曉琪《無聲情歌》、《呼愁》、《如親如陌》
- 雷光夏《黑暗之光》、《入山》
- 以莉·高露《有話直說》、《倔強的微笑》、《路過》、《休息》、《輕快的生活》、《今晚天空沒有雲》、《好好活下去》、《漂流》
- 鄭伊健《愛的原罪》、《想太多》、《偏愛你（Remix）》
- 陳志朋《情繭》
- 唐文龍《最溫暖的雪》
- 孫耀威《放開我》
- 梁朝偉《只要星光依舊燦爛》
- 吳宗憲《有夢你會紅》
- 關德輝《追逐》、《敞開你的心》
- 林冠吟《火星》、《兇手》、《毀滅愛情》、《梁祝》、《秦俑》、《灰塵》
- 任潔玲《帶自己去看海》
- 方季惟《心軟》
- 大女孩《因為我愛你》、《愛以類聚》
- 搖滾東方《Set Me Free》
- 周渝民＋大S《讓我愛你》
- 林佳儀《何必可惜》、《你傷了我的心》
- 黎姿《只想愛多一次》
- 楊采妮《他們都沒有你疼我》、《又想問又怕問》、《Love in my dream》
- 許茹芸鋼琴記事簿《獨角戲》、《美夢成真》
- 侯志堅《深情到永遠》、『開始』專輯全編曲、侯志堅『自由』專輯全編曲
- 張芯瑜《When I have a dream》
- 蔡振南《你的心只能屬於我》
- 伊能靜《問號》
- 姚可傑『今年』

## 重要評審經歷
- 金曲獎評審：第十二屆，第十九屆，第二十屆，第二十六屆，第二十九屆
- 金馬獎評審：第四十四屆
- 金音創作獎評審：第三屆，第四屆
- 廣播金鐘獎評審：第四十六屆
- 第一季『中國新歌聲』複賽＆決賽評審團
- 第二季『中國新歌聲』複賽＆決賽評審團

## 獎項紀錄
| 年份   | 頒獎典禮              | 獎項                   | 作品                                              | 結果 |
| ------ | --------------------- | ---------------------- | ------------------------------------------------- | ---- |
| 1998   | 第9屆金曲獎           | 最佳流行音樂演奏唱片獎 | 侯志堅《敏感》                                    | 提名 |
| 2010   | 第12屆台北電影獎      | 最佳配樂               | 《第36個故事》                                    | 獲獎 |
| 2011   | 第22屆金曲獎          | 演奏類最佳專輯獎       | 《第36個故事電影原聲音樂大碟-她的改變》           | 提名 |
| 2011   | 第22屆金曲獎          | 演奏類最佳專輯製作人獎 | 《第36個故事電影原聲音樂大碟-她的改變》           | 獲獎 |
| 2011   | 第22屆金曲獎          | 演奏類最佳作曲人獎     | 這就是城市《第36個故事電影原聲音樂大碟-她的改變》 | 獲獎 |
| 2013   | 第24屆金曲獎          | 最佳單曲製作人獎       | 辛曉琪／無聲情歌《遇見快樂》                      | 提名 |
| 2018   | 第20屆台北電影獎      | 最佳配樂               | 《范保德》                                        | 獲獎 |
| 2018   | 第55屆金馬獎          | 最佳原創電影音樂       | 《范保德》                                        | 提名 |
| 2020   | 第57屆金馬獎          | 最佳原創電影音樂       | 《刻在你心底的名字》                              | 提名 |
| 2021   | 第32屆金曲獎          | 演奏類最佳專輯製作人獎 | 《刻在你心底的名字》電影配樂原聲帶                | 提名 |
| 2022   | 第33屆金曲獎          | 演奏類最佳專輯獎       | 《修行》電影原聲帶                                | 獲獎 |
| 2022   | 第24屆台北電影獎      | 最佳配樂               | 《月老》                                          | 提名 |
| 2022   | 第59屆金馬獎          | 最佳原創電影音樂       | 《月老》                                          | 提名 |
| 2023   | 第58屆金鐘獎          | 戲劇配樂獎             | 《台灣犯罪故事》                                  | 獲獎 |
| 2023   | 第58屆金鐘獎          | 戲劇配樂獎             | 《人選之人-造浪者》                               | 提名 |
| 2023   | 第60屆金馬獎          | 最佳原創電影歌曲       | 〈鳥仔〉（作曲）《老狐狸》                        | 提名 |
| 2023   | 第60屆金馬獎          | 最佳原創電影音樂       | 《老狐狸》                                        | 獲獎 |
| 2024年 | 第5屆台灣影評人協會獎 | 特別表揚-電影音樂      | 《老狐狸》                                        | 獲獎 |
| 2024年 | 第26屆台北電影獎      | 最佳配樂               | 《老狐狸》                                        | 提名 |

## 外部連結
- 侯志堅在香港影庫上的簡介
- 侯志堅在台灣電影網上的資料（繁體中文）